# Élections législatives de 1877 dans les Ardennes
Les élections législatives de 1877 ont eu lieu les 14 octobre et 28 octobre 1877.

## Contexte
Après la crise du 16 mai 1877, le gouvernement de Broglie, ne procède pas immédiatement au changement du préfet, Paul Duphenieux ayant servi dans plusieurs départements lorsqu'il s'agissait de gouvernement de l'Ordre moral ou républicain et fin connaisseur de la fonction. Il est cependant muté en Ariège en juillet pour être remplacé par Charles Alban de Brosses, plus fiable politiquement dans un département républicain. 

## Députés élus
|   | Circonscription | Député sortant          |  | Groupe parlementaire | Député élu              |  | Groupe parlementaire |
| - | --------------- | ----------------------- |  | -------------------- | ----------------------- |  | -------------------- |
| 1 | Mézières        | Gustave Gailly          |  | Centre gauche        | Gustave Gailly          |  | Centre gauche        |
| 2 | Rethel          | Étienne Drumel          |  | Centre gauche        | Étienne Drumel          |  | Centre gauche        |
| 3 | Rocroi          | Théophile Armand Neveux |  | Union républicaine   | Théophile Armand Neveux |  | Union républicaine   |
| 4 | Sedan           | Auguste Philippoteaux   |  | Centre gauche        | Auguste Philippoteaux   |  | Centre gauche        |
| 5 | Vouziers        | Eugène de Ladoucette    |  | Appel au peuple      | Louis Eugène Péronne    |  | Gauche républicaine  |

## Résultats à l'échelle du département
| Partis         | Partis                     | Premier tour | Premier tour | Sièges |
| Partis         | Partis                     | Voix         | %            | Sièges |
| -------------- | -------------------------- | ------------ | ------------ | ------ |
|                | Républicains conservateurs | 31 320       | 40,73        | 3      |
|                | Constitutionnels           | 19 390       | 25,22        | 0      |
|                | Républicains modérés       | 8 029        | 10,44        | 1      |
|                | Bonapartistes              | 6 751        | 8,78         | 0      |
|                | Républicains radicaux      | 6 045        | 7,86         | 1      |
|                | Monarchistes               | 5 361        | 6,97         | 0      |
|                |                            |              |              |        |
| Inscrits       | Inscrits                   | 88 975       | 100,00       | 5      |
| Votants        | Votants                    | 77 356       | 86,94        |        |
| Abstentions    | Abstentions                | 11 619       | 13,06        |        |
| Blancs et nuls | Blancs et nuls             | 460          | 0,59         |        |
| Exprimés       | Exprimés                   | 76 896       | 99,41        |        |

## Résultats par arrondissement

### Arrondissement de Mézières
| Candidats      | Candidats      | Étiquette                | Premier tour | Premier tour |
| Candidats      | Candidats      | Étiquette                | Voix         | %            |
| -------------- | -------------- | ------------------------ | ------------ | ------------ |
|                | Gustave Gailly | Républicain conservateur | 11 800       | 59,27        |
|                | Sanson         | Constitutionnel          | 8 108        | 40,73        |
|                |                |                          |              |              |
| Inscrits       | Inscrits       | Inscrits                 | 23 312       | 100,00       |
| Votants        | Votants        | Votants                  | 19 981       | 85,71        |
| Abstention     | Abstention     | Abstention               | 3 331        | 14,29        |
| Blancs et nuls | Blancs et nuls | Blancs et nuls           | 73           | 0,37         |
| Exprimés       | Exprimés       | Exprimés                 | 19 908       | 99,63        |

### Arrondissement de Rethel
| Candidats      | Candidats      | Étiquette                | Premier tour | Premier tour |
| Candidats      | Candidats      | Étiquette                | Voix         | %            |
| -------------- | -------------- | ------------------------ | ------------ | ------------ |
|                | Étienne Drumel | Républicain conservateur | 9 204        | 60,16        |
|                | Ernest Crampon | Constitutionnel          | 6 094        | 39,84        |
|                |                |                          |              |              |
| Inscrits       | Inscrits       | Inscrits                 | 17 748       | 100,00       |
| Votants        | Votants        | Votants                  | 15 380       | 86,66        |
| Abstention     | Abstention     | Abstention               | 2 368        | 13,34        |
| Blancs et nuls | Blancs et nuls | Blancs et nuls           | 82           | 0,53         |
| Exprimés       | Exprimés       | Exprimés                 | 15 298       | 99,47        |

### Arrondissement de Rocroi
| Candidats      | Candidats               | Étiquette             | Premier tour | Premier tour |
| Candidats      | Candidats               | Étiquette             | Voix         | %            |
| -------------- | ----------------------- | --------------------- | ------------ | ------------ |
|                | Théophile Armand Neveux | Républicains radicaux | 6 045        | 53,00        |
|                | Vidal de Léry           | Monarchiste           | 5 361        | 47,00        |
|                |                         |                       |              |              |
| Inscrits       | Inscrits                | Inscrits              | 13 496       | 100,00       |
| Votants        | Votants                 | Votants               | 11 442       | 84,78        |
| Abstention     | Abstention              | Abstention            | 2 054        | 15,22        |
| Blancs et nuls | Blancs et nuls          | Blancs et nuls        | 36           | 0,31         |
| Exprimés       | Exprimés                | Exprimés              | 11 406       | 99,69        |

### Arrondissement de Sedan
| Candidats      | Candidats             | Étiquette                | Premier tour | Premier tour |
| Candidats      | Candidats             | Étiquette                | Voix         | %            |
| -------------- | --------------------- | ------------------------ | ------------ | ------------ |
|                | Auguste Philippoteaux | Républicain conservateur | 10 316       | 66,54        |
|                | Auguste Robert        | Constitutionnel          | 5 188        | 33,46        |
|                |                       |                          |              |              |
| Inscrits       | Inscrits              | Inscrits                 | 17 602       | 100,00       |
| Votants        | Votants               | Votants                  | 15 557       | 88,38        |
| Abstention     | Abstention            | Abstention               | 2 045        | 11,62        |
| Blancs et nuls | Blancs et nuls        | Blancs et nuls           | 53           | 0,34         |
| Exprimés       | Exprimés              | Exprimés                 | 15 504       | 99,66        |

### Arrondissement de Vouziers
| Candidats      | Candidats            | Étiquette          | Premier tour | Premier tour |
| Candidats      | Candidats            | Étiquette          | Voix         | %            |
| -------------- | -------------------- | ------------------ | ------------ | ------------ |
|                | Louis Eugène Péronne | Républicain modéré | 8 029        | 54,32        |
|                | Eugène de Ladoucette | Bonapartiste       | 6 751        | 45,68        |
|                |                      |                    |              |              |
| Inscrits       | Inscrits             | Inscrits           | 16 817       | 100,00       |
| Votants        | Votants              | Votants            | 14 996       | 89,17        |
| Abstention     | Abstention           | Abstention         | 1 821        | 10,83        |
| Blancs et nuls | Blancs et nuls       | Blancs et nuls     | 216          | 1,44         |
| Exprimés       | Exprimés             | Exprimés           | 14 780       | 98,56        |